# Rostkehl-Keilschwanzhuhn
Das Rostkehl-Keilschwanzhuhn (Tetraophasis szechenyii) ist eine Hühnervogelart aus der Familie der Fasanenartigen. Seine Verbreitung reicht vom östlichen Himalaya im äußersten Nordosten Indiens über Tibet bis ins westliche China, wo es in den Provinzen Yunnan und Sichuan vorkommt. Die Art wurde nach Béla Széchenyi benannt.
Nach einigen Autoren ist das Rostkehl-Keilschwanzhuhn mit dem Braunkehl-Keilschwanzhuhn (Tetraophasis obscurus) zu einer Art zusammenzufassen, andere stellen beide in eine Superspezies.

## Beschreibung
Das Rostkehl-Keilschwanzhuhn erreicht eine Länge von 63 cm. Die Schwanzlänge beträgt zwischen 142 und 151 mm, die Flügellänge zwischen 216 und 226 mm. Die Geschlechter unterscheiden sich äußerlich nicht.
Kopf und Nacken sind dunkel graubraun, der Scheitel schwarz gestrichelt. Der Schnabel ist schwärzlich. Eine schmale, langgezogene Partie um das Auge, die wie ein roter Augenstreif wirkt und bis zu den Ohrdecken reicht, ist unbefiedert. Die Iris ist kastanienbraun. Die ockerfarbene Kehle zeigt besonders zum Kinn hin eine rostbraune Fleckung. Vorderer Hals und Brust sind dunkelgrau mit pfeilförmigen, durch einen schwarzen Schaftstrich gestielt wirkenden Spitzen. Das Gefieder der übrigen Unterseite ist graubraun mit rostbraunen Säumen und einer rostbraunen bis kastanienfarbenen Fleckung. Der vordere Rücken ist dunkelbraun, hinterer Rücken, Bürzel und Oberschwanzdecken sind eher grau mit feinen, dunklen Säumen. Das Schulter- und Flügelgefieder ist grau- bis dunkelbraun und trägt weißliche Säume. Die Steuerfedern sind dunkelbraun marmoriert, breit weiß gesäumt und tragen ein zur Basis hin verwaschenes, subterminales, schwarzes Band, das auf dem mittleren Paar fehlt. Die Beine sind rötlich braun.
Der Flug ist schnell und schwirrend und wird mit dem der Königshühner verglichen. Die Art bewegt sich auf dem Boden ruhig trippelnd und ist besonders in dichtem Bewuchs sehr wendig. Bei Erregung wird die Kopfhaube aufgerichtet und der Schwanz in kurzen Abständen aufgespreizt und wieder geschlossen.

## Stimme
Es werden für diese Art „gockende“, teils gereihte und gedämpft klingende Locklaute beschrieben, die an die einer Birkhenne erinnern sollen und oft an den Schlafplätzen auf Bäumen zu hören sind. Ferner ist ein scharfer Pfiff bekannt, an den sich ein schnarrendes rrrrrrrt rrrrrrrt anschließt.

## Verbreitung und Bestand
Die Verbreitung des Rostkehl-Keilschwanzhuhns reicht von etwa 93° östlicher Länge in Tibet ostwärts über den äußersten Nordosten Indiens bis nach West-Sichuan. Nordwärts findet man die Art dort bis an die Grenze zu Qinghai, südwärts reicht das Areal bis zum Yulong Xueshan in Yunnan. Die monotypische Art wird von der IUCN als „nicht gefährdet“ (least concern) angesehen.

## Lebensweise
Das Rostkehl-Keilschwanzhuhn findet man in Höhen über 4500 m am Rande der Baumgrenze, wo es in den zungenförmigen Ausläufern des Hochwaldes vorkommt. Die Nahrung wird überwiegend auf dem Boden scharrend in deren Nähe gesucht, selten findet man die Vögel mehr als 300 m davon entfernt. Die Hauptaktivität liegt in den Morgen- und Abendstunden. Häufig trifft man Familienverbände von vier bis sechs Individuen an. Im Winter wandert die Art teils in tiefer gelegene Rhododendron- und Nadelwälder ab.
Die Art lebt monogam. Über Balz und Brutbiologie ist nichts bekannt. Jungvögel wurden im östlichen Tibet zwischen Mai und August beobachtet.